# Nemanja Lakić-Pešić
Nemanja Lakić-Pešić (serbisch-kyrillisch Немања Лакић-Пешић; * 22. September 1991 in Belgrad) ist ein serbischer Fußballspieler.

## Karriere
Lakić-Pešić begann seine Karriere beim FK Donji Srem. Mit Donji Srem konnte er 2011/12 aus der Prva Liga in die SuperLiga aufsteigen. Sein Debüt in der höchsten serbischen Spielklasse gab er im August 2012 gegen den OFK Belgrad. Im Januar 2015 wechselte er zum Ligakonkurrenten FK Radnički Niš. Während Radnički in der Winterpause, hinter Donji Srem, auf einem Abstiegsplatz verweilt hatte, konnte man sich am Ende der Saison 2014/15 noch im Mittelfeld platzieren, während Donji Srem wieder in die Prva Liga absteigen musste. In der folgenden Saison hatte man nichts mit dem Abstieg zu tun und verpasste nur um einen Punkt die Qualifikation für die Europa League.
Zur Saison 2016/17 wechselte Lakić-Pešić zum österreichischen Zweitligisten Kapfenberger SV. Nach der Saison 2016/17 verließ er Kapfenberg.
Im August 2017 wechselte er nach Indien zum Kerala Blasters FC. Nach zwei Jahren zurück in der Heimat, folgten mehrere kurzfristige Stationen.